# Flutykazon
Flutykazon (łac. Fluticasonum) – organiczny związek chemiczny, syntetyczny, fluorowany glikokortykosteroid stosowany głównie w terapii astmy oskrzelowej i alergicznych nieżytów nosa. 

## Mechanizm działania
Flutykazon działa przeciwzapalnie, przeciwświądowo, immunosupresyjnie. Powoduje obkurczenie naczyń, redukuje liczbę eozynofili i bazofili w błonie śluzowej nosa. Dzięki swojej niskiej biodostępności słabo wpływa na wydzielanie ACTH przez przysadkę mózgową, dzięki czemu po nagłym odstawieniu rzadko wywołuje objawy niewydolności kory nadnerczy.

## Wskazania
Lek jest stosowany w terapii astmy oskrzelowej, przewlekłej obturacyjnej choroby płuc, a także, jako postać donosowa, w leczeniu alergicznych nieżytów nosa, zapalenia zatok, polipów nosa.

## Preparaty w Polsce
W preparatach dostępnych w Polsce występuje zazwyczaj w postaci soli kwasu propionowego, a w dwóch preparatach (Avamys i Relvar Ellipta) jako sól kwasu furanowego:
- preparaty proste: Avamys, Cutivate, Fanipos, Flixonase, Flixonase Nasule, Flixotide, Flixotide Dysk, Flutixon, Flutixon Neb
- preparaty złożone: 
  - flutykazon  + salmeterol: AirFluSal Forspiro, Asaris, Comboterol, Duexon, Duexon Pro, Fluticomb, Salflumix Easyhaler, Salmex, Seretide, Seretide Dysk, Symflusal
  - flutykazon  + azelastyna: Dymista
  - flutykazon  + wilanterol: Relvar Ellipta.